# Когалым
Когалы́м (хант. Коголым) — город в России, в Ханты-Мансийском автономном округе — Югре. Железнодорожная станция на линии Сургут — Новый Уренгой. В Когалыме размещены основные производственные мощности ПАО «Лукойл» (его главного подразделения ООО «Лукойл-Западная Сибирь»).
Глава города — Тимур Акрамович Агадуллин. С 1991 по 1993 годы главой администрации Когалыма был будущий глава города Москвы Сергей Собянин.
Как административно-территориальная единица ХМАО имеет статус города окружного значения. В рамках местного самоуправления с посёлком Ортъягун образует муниципальное образование город Когалым со статусом городского округа.

## Этимология
Название города Когалым (хант. Коголым) в переводе с хантыйского языка означает «топь», «болото», «гиблое место». По другой версии, происходит от хантыйского ког или кох — «длинный», «долгий», а алынг — «начало», что может означать «длинный исток реки».

## География
Город расположен на территории Сургутского района ХМАО Тюменской области России между реками Ингуягун и Кирилл-Высъягун. Площадь города — 20,5 км².

## Население
| 1980    | 1989    | 1992    | 1996    | 1998    | 2000    | 2001    | 2002    | 2003    |
| ------- | ------- | ------- | ------- | ------- | ------- | ------- | ------- | ------- |
| 4500    | ↗44 297 | ↗48 000 | ↗51 300 | ↗53 500 | ↗54 900 | ↗55 700 | ↘55 367 | ↗55 400 |
| 2005    | 2006    | 2007    | 2008    | 2009    | 2010    | 2011    | 2012    | 2013    |
| ↗57 000 | ↗57 800 | ↗58 500 | ↗58 900 | ↗59 147 | ↘58 181 | ↗58 200 | ↗58 803 | ↗59 994 |
| 2014    | 2015    | 2016    | 2017    | 2018    | 2019    | 2020    | 2021    |         |
| ↗61 011 | ↗62 191 | ↗63 334 | ↗64 704 | ↗66 373 | ↗66 720 | ↗67 727 | ↘61 441 |         |

На 1 января 2025 года по численности населения город находился на 246-м месте из 1124 городов Российской Федерации.
Национальный состав
Ниже приведены данные о национальном составе города по данным всероссийской переписи населения 2010 года.
| Национальность | Численность собственно в городе, чел. | Процентное соотношение | Численность городского округа, чел. | Процентное соотношение |
| -------------- | ------------------------------------- | ---------------------- | ----------------------------------- | ---------------------- |
| Русские        | 33.627                                | 57,8%                  | 33.745                              | 57,84%                 |
| Украинцы       | 5.819                                 | 10%                    | 5.828                               | 9,99%                  |
| Татары         | 5.355                                 | 9,2%                   | 5.361                               | 9,19%                  |
| Азербайджанцы  | 2.212                                 | 3,8%                   | 2.212                               | 3,79%                  |
| Башкиры        | 2.133                                 | 3,67%                  | 2.134                               | 3,66%                  |
| Кумыки         | 1.198                                 | 2,06%                  | 1.198                               | 2,05%                  |
| Молдаване      | 968                                   | 1,66%                  | 968                                 | 1,66%                  |
| Чеченцы        | 958                                   | 1,65%                  | 958                                 | 1,64%                  |
| Чуваши         | 609                                   | 1,05%                  | 612                                 | 1,05%                  |
| Аварцы         | 582                                   | 1%                     | 582                                 | 1%                     |
| Белорусы       | 551                                   | 0,95%                  | 551                                 | 0,94%                  |
| Марийцы        | 545                                   | 0,94%                  | 545                                 | 0,93%                  |
| Лезгины        | 496                                   | 0,85%                  | 497                                 | 0,85%                  |
| Другие         | 2.821                                 | 4,85%                  | 2.830                               | 4,85%                  |
| Не указали     | 308                                   | 0,53%                  | 317                                 | 0,54%                  |
| Всего          | 58.183                                | 100%                   | 58.338                              | 100%                   |

## История
Появление города связано с открытием Повховского, Ватьёганского и Тевлинско-Русскинского нефтяных месторождений в Западной Сибири в 1971 году. В 1975 году в районе посёлка высадились строители железной дороги Сургут — Коротчаево, а 31 августа 1976 года посёлок получил своё официальное наименование — Когалымский. Уже в 1978 году была добыта первая тонна нефти.

### Строительство города
В соответствии с постановлением ЦК КПСС, Президиума Верховного совета и Совета министров СССР в 1980 году для развития социальной и дорожной инфраструктуры нефтедобывающих районов были привлечены подрядные организации Москвы, Ленинграда, Украины, Латвии, Литвы и Эстонии. Генеральным подрядчиком в Когалыме был трест Тюменьнефтегазстрой (начальник В. П. Курамин, главный инженер М. В. Чижевский).

#### Участие Латвийской ССР
В Латвии работы курировал заместитель министра строительства А. В. Шафиров. Строительство жилья было поручено специально созданной ПМК-177 Рижского треста крупнопанельного домостроения, дорог — специально созданному тресту «Латтюменьдорстрой». Сложность задачи состояла в том, что объекты на удалении тысяч километров от Латвии надо было обеспечить материалами, конструкциями, людскими ресурсами, обеспечить работающих людей жильём, объектами соц.-культ. быта, питанием, потребительскими товарами.
План строительства предусматривал возведение 30 тыс. м². жилья. Для него нужно было выбрать проект, адаптируемый к северным условиям (морозам до минус 50 градусов). Выбор пал на 602-ю серию, выпускавшуюся Рижским домостроительным комбинатом № 2. Проектировщики института «Латгипрогорстрой» в кратчайшие сроки перепроектировали конструкции, на Рижском вагоностроительном заводе была изготовлена оснастка для отливки утеплённых панелей.
Предстояло полностью обустроить на голом месте городок строителей: водопровод со скважиной, канализацию, котельную, магазин, столовую, медпункт со стационаром, домики примерно на 300 человек плюс для членов их семей. Отдельно пришлось строить железнодорожную станцию с краном для приёма грузов.
Площадка для комплектации вагонов была устроена в Риге на ДСК-2, причём завозилось туда всё необходимое вплоть до пищевых продуктов и импортного ширпотреба. Железнодорожные составы формировались от разных поставщиков, а в пути сортировались на промежуточных станциях, вагоны порой терялись, что ставило под удар сдачу объектов. Целые составы сформировать было сложно, поэтому партии отправляли по 3-5 вагонов. Железобетонные панели отправляли в металлических кассетах, которые следовало вернуть в Ригу для отправки следующей партии. На изготовление кассет ушло несколько тысяч тонн металла.
Первый эшелон из Риги в Когалым ушёл 5 сентября 1980 года и состоял из 50 грузовых вагонов, двух пассажирских купированных, которые должны были использоваться для временного проживания до постройки домиков, вагона-ресторана и рефрижераторной секции с продуктами. Руководителем ПМК-177 был назначен В. Г. Устиненко, главным инженером Р. И. Зголич.
Первыми строителями посёлка стали комсомольцы латышского отряда имени 25-летия освоения целины. В дальнейшем работников ПМК-177 перевозили самолётами — спец. рейсами до Сургута, а оттуда — вертолётами или по железной дороге до Когалыма. Первоначально работали вахтовым методом, в дальнейшем сформировался уже постоянный коллектив из рабочих, которые поехали в Когалым с семьями.
Когалым быстро развивался, в 1981 году был сдан в эксплуатацию первый кирпичный пятиэтажный дом.
В 1982 году в посёлке открыта первая аптека, а в 1988 году — первый кинотеатр, «Янтарь». 15 августа 1985 года посёлку присвоен статус города окружного подчинения, а уже в следующем году вышел в свет первый номер городской газеты «Когалымский рабочий».
В 1998 году открыты православный храм апостолов Петра и Павла и мечеть. В 2000 году был построен крытый ледовый дворец с искусственным ледовым покрытием, молодёжный центр «Метро», в октябре 2016 года — спортивно-развлекательный центр «Галактика», в котором расположились аквапарк, океанариум, скалодром, боулинг, каток, кинотеатр, а также торговые площади. Океанариум в «Галактике» имеет самый длинный тоннель в Восточной Европе (61 м, ёмкость — 3,5 млн литров) и является одним из крупнейших в России.

## Климат

Мороз −57 °C, 12 января 2006 г., ул. Прибалтийская, г. Когалым

Преобладает резко континентальный климат. Зимы длительные и суровые. Лето короткое и прохладное.
Город Когалым приравнен к районам Крайнего Севера.
- Среднегодовая температура воздуха — −2,5 °C.
- Относительная влажность воздуха — 76,5 %.
- Средняя скорость ветра — 3,1 м/с.
- Среднегодовое количество осадков — 552 мм.
- Минимальная температура воздуха — −62 °C (зафиксирована измерительной аппаратурой на Ватьеганском месторождении нефти в 2006 году)[30].

| Показатель                     | Янв.  | Фев.  | Март  | Апр.  | Май  | Июнь | Июль | Авг. | Сен. | Окт. | Нояб. | Дек.  | Год  |
| ------------------------------ | ----- | ----- | ----- | ----- | ---- | ---- | ---- | ---- | ---- | ---- | ----- | ----- | ---- |
| Средний суточный максимум, °C  | −14,3 | −13   | −6    | −1,2  | 7,6  | 16,4 | 20,6 | 16,5 | 8,4  | 0,4  | −9,6  | −13,5 | 1,1  |
| Средняя температура, °C        | −18,4 | −16,9 | −10,5 | −5,3  | 3,9  | 12,9 | 17,1 | 13,3 | 5,9  | −2   | −12,9 | −17,5 | −2,5 |
| Средний суточный минимум, °C   | −22,8 | −21,7 | −15,9 | −10,8 | −0,5 | 8,7  | 13,1 | 9,7  | 3,0  | −4,8 | −17   | −21,7 | −6,7 |
| Источник: Метеоданные для ХМАО |       |       |       |       |      |      |      |      |      |      |       |       |      |

| Показатель                                                   | Янв.  | Фев.  | Март  | Апр.  | Май   | Июнь | Июль | Авг. | Сен. | Окт. | Нояб. | Дек.  | Год   |
| ------------------------------------------------------------ | ----- | ----- | ----- | ----- | ----- | ---- | ---- | ---- | ---- | ---- | ----- | ----- | ----- |
| Абсолютный максимум, °C                                      | 0,8   | 2,5   | 6,2   | 15,2  | 30,3  | 32,5 | 35,3 | 34,0 | 24,7 | 20,6 | 5,0   | 0,1   | 35,3  |
| Средний суточный максимум, °C                                | −19,3 | −15,7 | −5,5  | 3,0   | 8,8   | 20,9 | 22,3 | 18,4 | 11,5 | 1,5  | −10   | −15,5 | 1,7   |
| Средняя температура, °C                                      | −23,2 | −20,2 | −10,2 | −1,4  | 4,1   | 15,8 | 17,4 | 14,1 | 8,0  | −1   | −13,5 | −19,2 | −2,4  |
| Средний суточный минимум, °C                                 | −27,3 | −24,6 | −15,3 | −6    | −0,3  | 10,7 | 12,5 | 9,9  | 4,8  | −3,6 | −17,3 | −23,2 | −6,6  |
| Абсолютный минимум, °C                                       | −46,8 | −46,8 | −38,6 | −25,7 | −12,3 | −3,2 | 2,9  | 1,6  | −4,8 | −24  | −39,6 | −51,7 | −51,7 |
| Норма осадков, мм                                            | 20    | 19    | 24    | 32    | 34    | 77   | 74   | 91   | 60   | 58   | 37    | 29    | 555   |
| Средняя влажность, %                                         | 82    | 82    | 79    | 77    | 72    | 71   | 71   | 78   | 82   | 88   | 87    | 84    | 79    |
| Источник: Погода и Климат (компиляция данных с метеостанции) |       |       |       |       |       |      |      |      |      |      |       |       |       |

## Экономика
Основное нефтегазодобывающее предприятие ООО «Лукойл-Западная Сибирь» входит в состав нефтяной компании «Лукойл». В Когалыме с 1983 по 1990 годы на руководящих постах в нефтедобывающих предприятиях работал Вагит Алекперов, президент компании «Лукойл». C 1982 по 1999 годы на руководящих постах в нефтедобывающих предприятиях города работал Семён Вайншток, который с 1999 по 2007 годы был президентом ОАО «АК „Транснефть“».
16 декабря 2016 года введён в промышленную эксплуатацию завод вентильных двигателей ПАО «Лукойл».

## Транспорт
Когалым связан с «большой землёй» железнодорожным, автомобильным и воздушным транспортом. Аэропорт Когалым, лишившийся статуса международного 1 мая 2011 года, в 1993—2011 годах являлся узловым аэропортом для авиакомпании «Когалымавиа».
Автобусная сеть Когалыма насчитывает семь внутригородских автобусных маршрутов.

## Социальная сфера
C 1984 по 1993 годы на руководящих постах в администрации города работал Сергей Собянин (в 1991 году он был назначен главой администрации города Когалым).
В городе работают 14 дошкольных образовательных учреждений, 9 общеобразовательных учреждений (в том числе дневные общеобразовательные школы и вечернее учреждение), филиалы Тюменского государственного университета, Тюменского индустриального университета и Томского государственного университета систем управления и радиоэлектроники. В 1996 году в городе был создан и работает научно-исследовательский и проектный институт нефти «КогалымНИПИнефть». 23 декабря 2011 года открылся новый музейно-выставочный центр в новом доме, расположенном в месте пересечения улицы Дружбы народов и проспекта Шмидта.
1 июля 2011 года открылся для посещения музейно-выставочный центр. Музей был образован в результате слияния двух учреждений города: краеведческого музея и музея изобразительных искусств. Для центра выделили новое здание, общая площадь помещений музея — 1.555,3 м², экспозиционно-выставочная площадь — 737,5 м², фондохранилища — 96,9 м².
Стационарная экспозиция музея представляет собой сочетание редких музейных коллекций, новейших мультимедийных технологий и оригинальных дизайнерских решений, придающий облику музея неповторимый и современный вид. Открытое экспозиционное пространство раскрывает незабываемую картину Севера: северное сияние, богатства природы, культуру, быт и традиции коренного народа Севера, а также представляет историю Когалыма и нефтяной промышленности региона.
В состав музея входят: зал интерактивно-образовательных программ «Транс-форс», кинозал 5D, зал занимательной науки, информационно-образовательный центр «Русский музей: виртуальный музей», мультимедийное и информационное оборудование, специализированное фондовое оборудование. В фондах музейно-выставочного центра более 9.000 экспонатов.
22 марта 2019 года в городе состоялось открытие филиала государственного академического Малого театра России, основой для которого стало полностью обновленное здание культурно-досугового комплекса «Янтарь», в котором выстроен новый зрительный зал на 300 мест и сцена, отвечающая всем современным профессиональным требованиям.
В сентябре 2020 года в здании на улице Югорской, 30 совместно с существующим в Когалыме музейно-выставочным центром был открыт культурно-выставочный центр Русского музея. Центр, площадь которого составляет 500 квадратных метров, из которых более 200 квадратных метров определено под выставочное пространство, стал пятым в России и первым в УрФО.

## Галерея

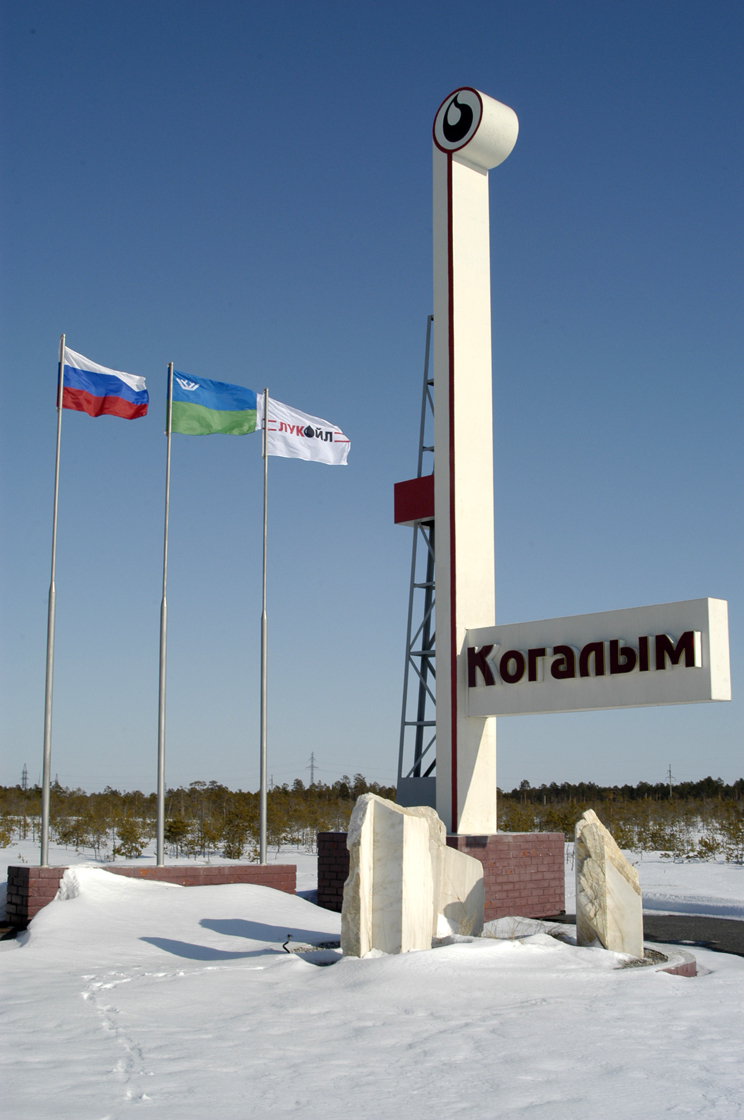
Стела при въезде в город, 2006 год
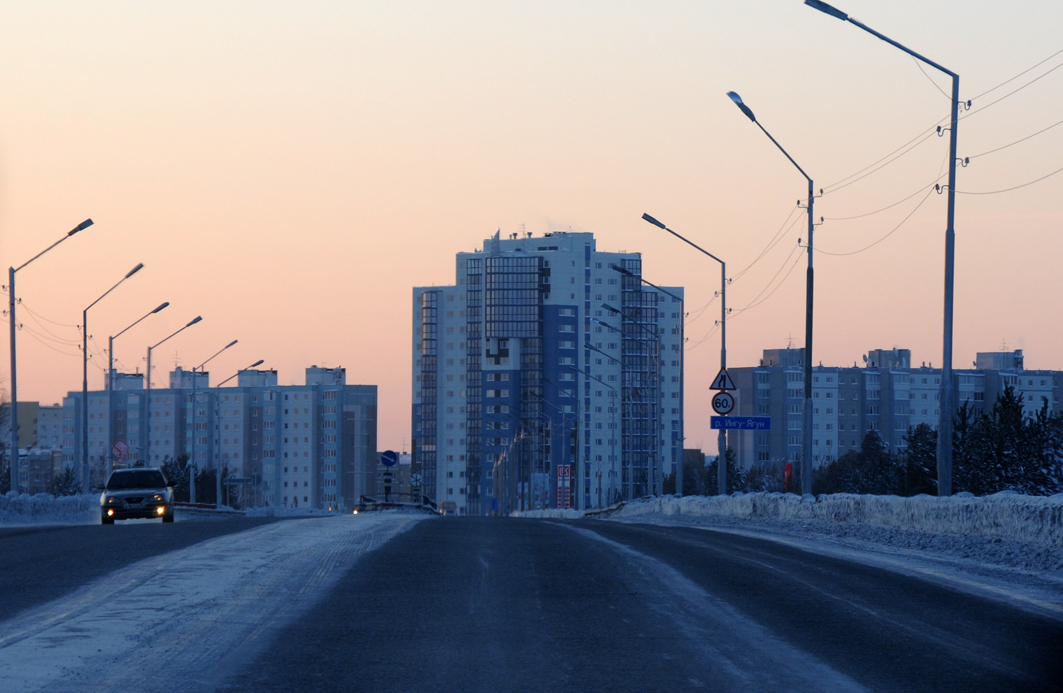
Город Когалым, 2011 год
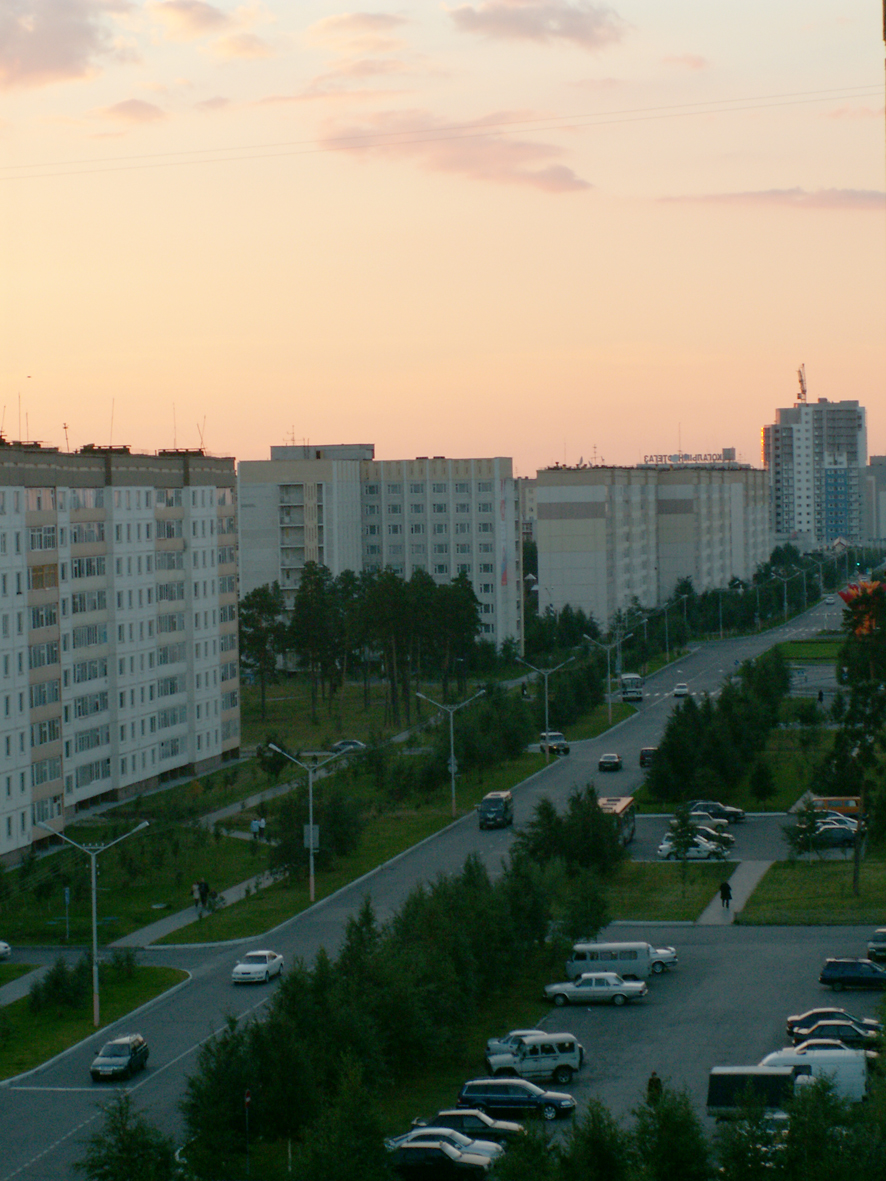
Улица Дружбы народов, 2005 год
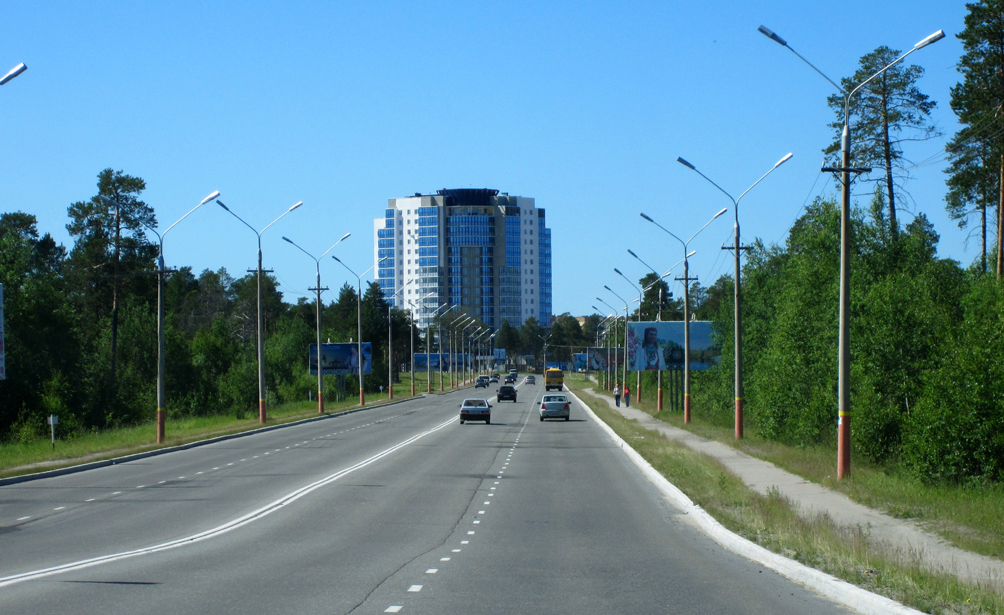
Вид многоэтажного здания с моста через реку Ингуягун, 2011 год
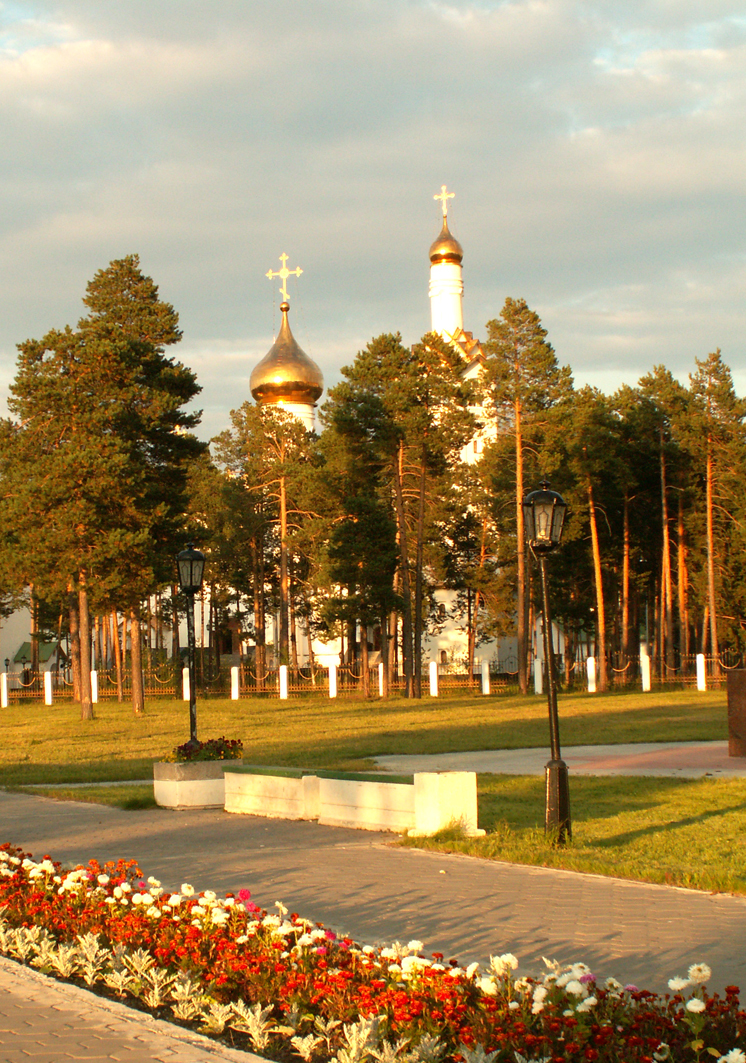
Православный храм, 2005 год
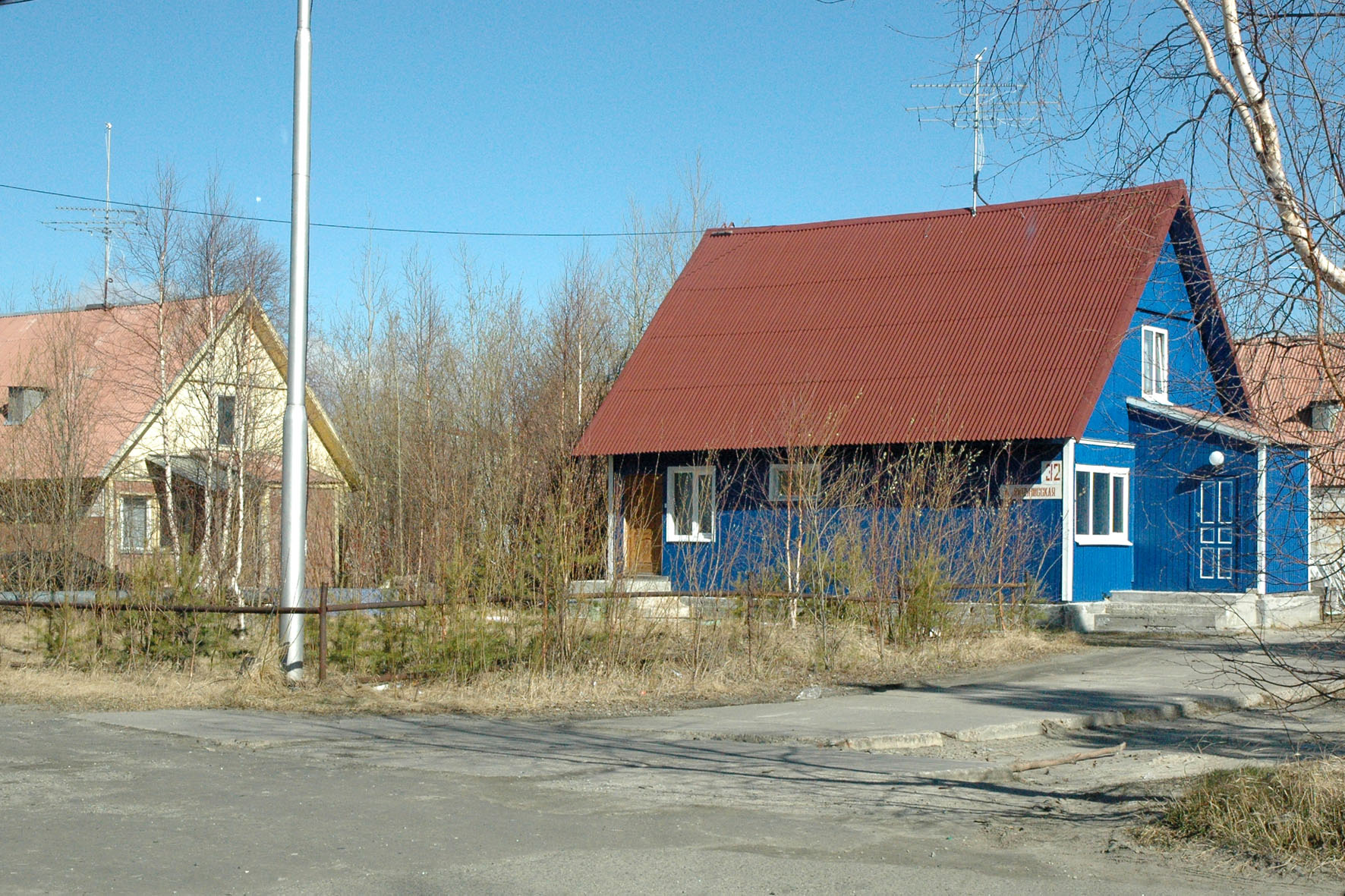
Поселковая часть, ул.Таллинская, 2011 год
Детский городок, 2001 год
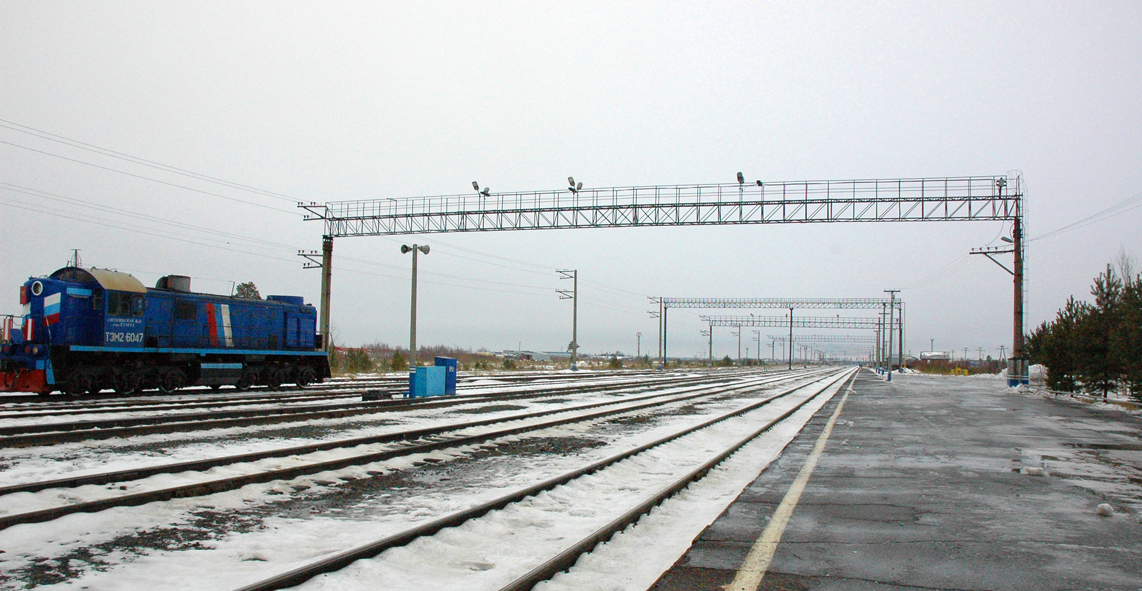
Вид с перрона железнодорожной станции на железнодорожные пути, 2010 год
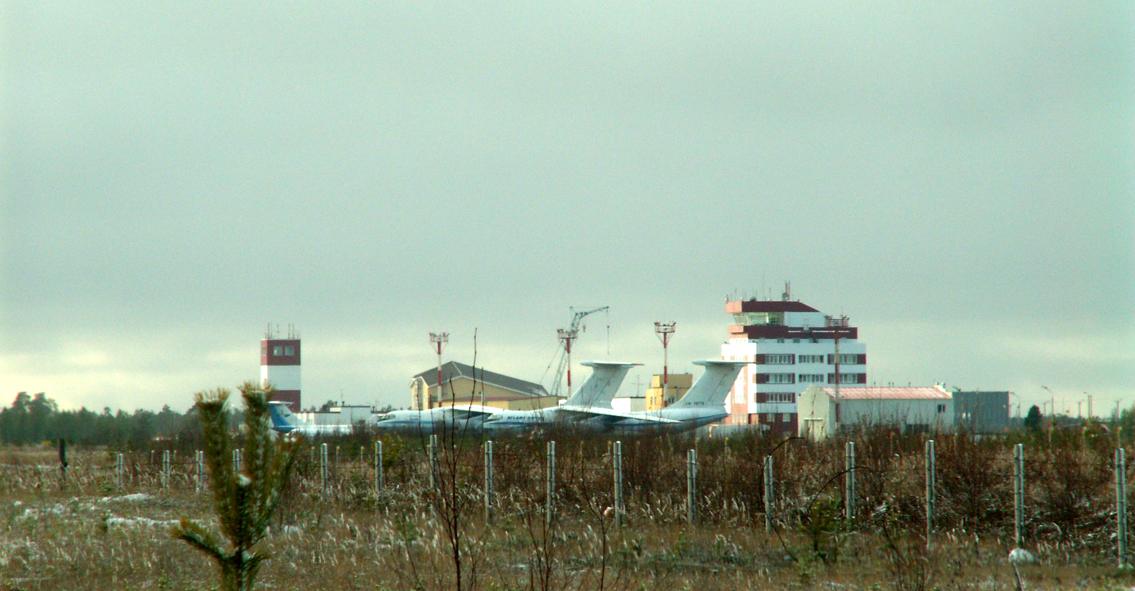
Аэропорт Когалым, 2005 год
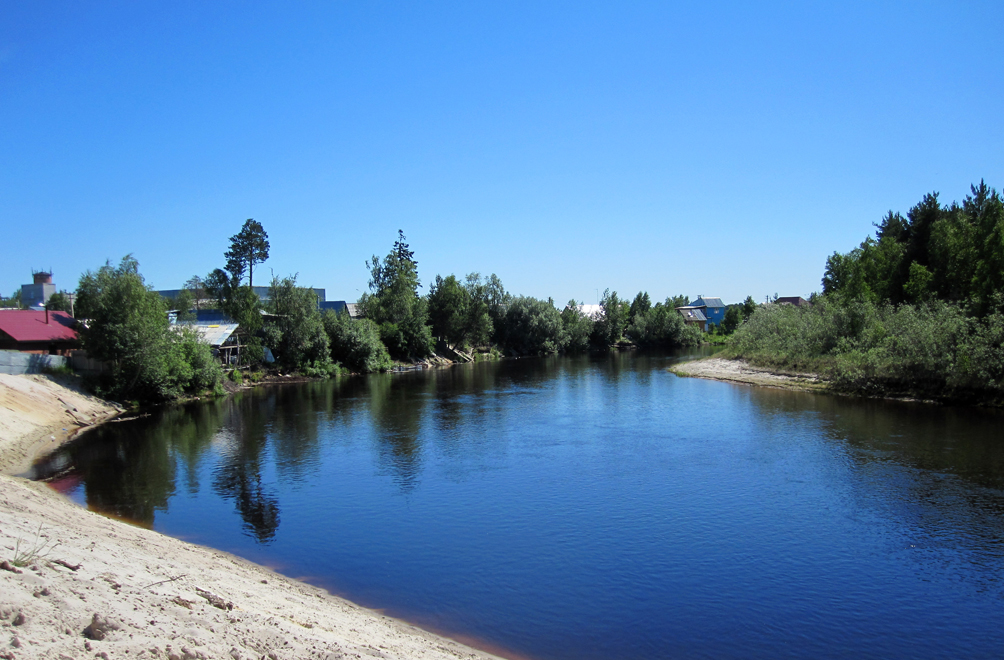
Вид на реку Ингуягун в левобережной части города (посёлок Фестивальный), 2011 год

## Города-побратимы
- Бургас, Болгария[39]